# Číselná křížovka
Číselná křížovka je druh křížovky s úplným křížením a bez legendy.

## Princip
U této křížovky není uvedena legenda, ale v její mřížce jsou jednotlivá písmena zastoupena konkrétními čísly. Křížovka obsahuje obvykle zvýrazněnou tajenku, která bývá naznačena v záhlaví křížovky. Česká varianta důsledně respektuje diakritiku. V křížovce je vypsán jeden výraz, který slouží jako klíč k řešení. Tento klíčový výraz musí obsahovat dostatek písmen, aby se jejich pomocí daly uhádnout další výrazy a posléze i samotná tajenka.

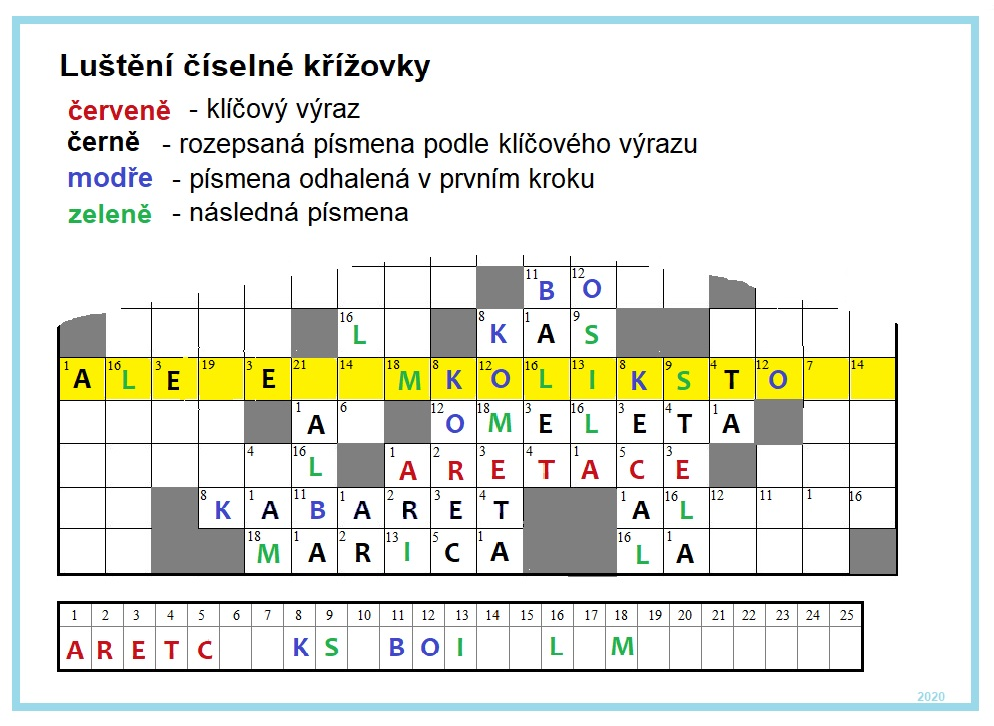
Luštění číselné křížovky

Řešení začíná doplněním písmen známých z klíčového výrazu do celého obrazce. Pak se vyhledají takové neúplné výrazy, jejichž úplné znění je možné odhadnout. Po ověření nově získaného písmene se toto doplní do celé křížovky. Takto se postupuje až do vyluštění celé křížovky. Pro lepší orientaci bývá pod obrazcem křížovky předtištěna tabulka, do které se postupně doplňují dešifrovaná písmena.

### Číselné výplňky
Číselné výplňky jsou založeny na jiném principu. Obrazec se vyplňuje zadanými čísly, která nepředstavují slova. Jsou zadány ekvivalenty číslic a písmen pouze pro rozšifrování tajenky. Obrazce těchto výplněk mají obvykle tvar tzv. britské křížovky, což jsou křížovky s neúplným křížením, a označují se jako „číselné kris-krosy“.